# Desarrollo del aparato respiratorio
El desarrollo del aparato respiratorio corresponde a la secuencia de procesos morfológicos que tienen como finalidad formar un aparato respiratorio funcional para realizar el intercambio gaseoso entre el medio interno del individuo y su medio externo.
El aparato respiratorio surge como un derivado del divertículo respiratorio, como una envaginación de la pared ventral que se forma en la porción más cefálica del intestino anterior, caudal a lo que será el cuello del hombre. Esta envaginación ocurre aproximadamente entre la 3.ª y 4.ª semanas, en el periodo somítico del embrión y en donde ya existen los esbozos de lo que será el futuro aparato digestivo.
La envaginación del endodermo forma un brote denominado brote pulmonar, de la cual derivarán los bronquios, bronquiolos y el resto de porciones de lo que son los pulmones.
El crecimiento diferenciado que presenta el brote pulmonar, provoca que la comunicación que existía en un comienzo con la porción cefálica del intestino anterior se vaya estrechando de manera tal que finalmente quedan casi completamente separados por el tabique traqueo-esofágico, manteniendo la comunicación sólo en el agujero laríngeo.
Cabe mencionar que a pesar de que el pulmón y el resto de partes del aparato respiratorio proviene principalmente del  tejido endodérmico, muchas porciones celulares provienen del tejido mesenquimático propio de la región cervico-torácica en donde tiene lugar la posición final de los pulmones (vascularización, musculatura lisa, macrófagos etc..).

## Fases de desarrollo

### Fase embrionaria
El divertículo respiratorio comunica con el intestino anterior y ulteriormente queda separado del mismo por el tabique tráqueo-esofágico. El primordio respiratorio crece hacia la región caudal y se separa definitivamente del intestino anterior. Se forma un tubo mediano (tráquea), que se bifurca en envaginaciones laterales llamadas yemas pulmonares. El brote derecho se divide en tres ramas y el izquierdo, en dos (bronquios principales). Los bronquios segmentarios se reconocen ya en la sexta semana y los subsegmentarios en la séptima.
El mesoderma que rodea el árbol bronquial se diferencia en cartílago, músculo liso y vasos sanguíneos

### Fase pseudoglandular
En la fase pseudoglandular (5 y  16 ss) hay bifurcación y capilarización de los segmentos broncopulmonares. Se alcanza el número de generaciones bronquiales que se tiene al nacimiento.

### Fase canalicular
Esta fase empieza a partir de la semanas 18.ª a 27.ª de gestación. Durante esta fase comienza a formarse el área pulmonar, donde se producirá el intercambio gaseoso. Las vías respiratorias terminales van adelgazando su pared al tiempo que se ramifican y se dividen mediante tabiques internos. Se forman los bronquiolos terminales, los bronquiolos respiratorios y los pequeños sacos alveolares. Las células superficiales epiteliales de las vías periféricas adoptan una forma cuboidal. Las células de los sáculos que darán origen a los alveolos comienzan a diferenciarse en dos tipos: los futuros neumocitos tipo I y tipo II, que son identificables histológicamente ya en las semanas 20.ª a 22.ª.
Las células de tipo I son las encargadas del intercambio gaseoso, son planas y alargadas y cubren el 95 % de la superficie alveolar. Las células tipo II son cuboidales, están implicadas principalmente en la producción, almacenamiento, secreción y recirculación de surfactante, cuya función es la estabilización de la superficie alveolar y la prevención del colapso durante la espiración. 
Alrededor de la semana 24.ª ya se observan en los neumocitos tipo II los cuerpos lamelares que contienen el surfactante, pero éste no estará presente en el líquido amniótico hasta unas 4 semanas más tarde, y hasta la semana 30 no se encontrará en cantidad funcionalmente significativa.
Simultáneamente, a partir del mesénquima, comienza a formarse la red de capilares que acabará uniéndose al sistema vascular pulmonar. Esta fase culmina con un pulmón primitivo capaz de respirar.

### Fase sacular
Se completa la formación del sistema canalicular bronquíolo-alveolar. Se forman 6 a 7 generaciones de sacos alveolares, se diferencian los neumocitos I, los que alcanzan estrecho contacto con los capilares de los tabiques conjuntivos.
En el epitelio de las vías respiratorias se diferencian primero las células neuroendocrinas de Feyrter, similares a las de Kultschisky (7.ª a 8.ª semanas); luego en los bronquios, en forma centrífuga, las células ciliadas (9.ª a 10.ª semanas) y posteriormente, las caliciformes (13.ª semana). Sólo después de la aparición de los neumocitos I y II, en los sacos alveolares y alvéolos, se diferencian las células de Clara en los bronquíolos terminales y respiratorios. Los neumocitos I y II se originan a partir de neumoblastos.
Las glándulas bronquiales aparecen entre la 8.ª y 12.ª semanas de gestación, como brotes del epitelio de revestimiento. Estructuras túbulo-acinares se reconocen en la 25.ª semana. La producción de secreción mucosa y serosa comienza en la 24.ª semana y se completa en la 26.ª semana.
El desarrollo de las ramas de la arteria pulmonar sigue el curso de los bronquios, antecede al de las ramas de las arterias bronquiales, es simultáneo con el de las venas pulmonares y se completa alrededor de la 20.ª semana. Los vasos sanguíneos intraacinares comienzan a desarrollarse a partir de la 16.ª semana y continúa en la vida posnatal.
El desarrollo posnatal del pulmón se caracteriza por la formación de conductos alveolares y de alvéolos maduros. Al momento del nacimiento se estima un número de 20 a 25 millones de alvéolos y una superficie de intercambio gaseoso de 2,8 m². En el adulto se calcula que existen 300 millones de alvéolos y unos 80 m² de superficie de intercambio gaseoso.
La maduración pulmonar se alcanzaría por dos mecanismos: multiplicación alveolar y aumento del volumen de los alvéolos en forma proporcional al aumento de volumen de la caja torácica.

## Procesos post-nacimiento
El neonato expulsa el líquido alojado en los alvéolos y lo reemplaza por aire.
Continua la maduración y crecimiento pulmonar con un gran aumento en la cantidad de alvéolos durante la niñez, se estima que solo una sexta parte de los alvéolos están presentes al nacer.